# Marcia Jones-Smoke
Marcia Ingram Jones-Smoke (Oklahoma City, 18 luglio 1941) è un'ex canoista statunitense vincitrice di una medaglia di bronzo ai Giochi olimpici di Tokyo 1964.
Oltre alla medaglia olimpica, Jones-Smoke ha vinto 3 medaglie d'oro ai V Giochi panamericani del 1967, oltre a 24 campionati nordamericani e 35 campionati nazionali. È moglie di William Smoke, che ha partecipato nel K-4 1000m nella stessa edizione dei Giochi. Loro figlio, Jeffrey, prese parte ai Giochi olimpici di Atene 2004 arrivando settimo. Jones-Smoke è sorella di Sperry Rademaker che gareggiò alle Olimpiadi di Città del Messico 1968.

## Palmarès
| Anno | Manifestazione      | Sede     | Evento   | Risultato | Prestazione | Note |
| ---- | ------------------- | -------- | -------- | --------- | ----------- | ---- |
| 1964 | Giochi olimpici     | Tokyo    | K-1 500m | Bronzo    | 2'15"68     |      |
| 1967 | Giochi panamericani | Winnipeg | K-1 500m | Oro       | -           |      |
| 1967 | Giochi panamericani | Winnipeg | K-2 500m | Oro       | -           |      |
| 1967 | Giochi panamericani | Winnipeg | K-4 500m | Oro       | -           |      |